# Education for Death
Education for Death: The Making of the Nazi (sinngemäß „Erziehung für den Tod: Die Herstellung des Nazis“) ist ein US-amerikanischer von Walt Disney produzierter Zeichentrickfilm, der am 15. Januar 1943 uraufgeführt wurde und der ursprünglich auf dem gleichnamigen Buch von Gregor Ziemer basiert. Er wurde, wie auch Der Fuehrer’s Face, als Anti-Nazipropaganda während des Zweiten Weltkriegs produziert.

## Handlung
Der Film handelt von dem kleinen Hans, einem deutschen Jungen, der in Nazi-Deutschland geboren und zu einem unbarmherzigen Soldaten erzogen wird. Dabei werden einige Lebensabschnitte gezeigt, in denen der Nazistaat in die Entwicklung von Hans eingreift. Dies beginnt bei der Liste der verbotenen Namen und führt über die Schule und die Ausbildung zum Soldaten bis zum Tod auf dem Schlachtfeld. 
Am Beginn des Films wird ein deutsches Ehepaar gezeigt, das auf dem Standesamt die Geburt ihres Sohnes Hans anzeigen möchte und – im Geiste des NSDAP-Regimes – nachweisen muss, dass sie und ihre Vorfahren Arier sind. Sie erhalten ein Exemplar von "Mein Kampf" und den Familienpass mit Platz für 12 Kinder, was einen Hinweis auf die Familienpolitik der Nazis darstellt. 
Während Hans Kindergartenzeit wird ihm die nationalsozialistische Ideologie in Form einer verdrehten Variante des Märchens "Dornröschen" nahegebracht. Hitler wird als strahlender Ritter dargestellt, der die Demokratie in Form einer alten, bösen Hexe vertreibt und damit eine Wagner-Arien trällernde übergewichtige Walküre befreit, die der deutschen Seele in karikaturistischem Sinne nachempfunden ist (Überzeichnung durch Anspielungen auf vermeintlich typisch deutsche Dinge oder Eigenschaften). Sie ist umso mehr von Hitler begeistert, je mehr Hassreden er propagiert. Der Ton dieser Episode ist freundlicher und komischer gehalten als der Rest des Films, was sich auch an den bunteren Farben zeigt. Am Ende sind die Kinder – und somit auch Hans – von Hitler überzeugt und erbieten dessen Porträt den Hitlergruß.
In der nächsten Szene wird Hans krank im Bett gezeigt, während ihn seine Mutter pflegt. Seine Mutter betet für ihn, da kranke und schwächliche Kinder vom Regime abgeholt würden und man nichts mehr von ihnen hören würde (Hinweis auf die Euthanasie-Programme der Nazis). Ein nationalsozialistischer Offizier klopft an der Tür und sieht die angeblich verweichlichende Erziehung seiner Mutter als ursächlich an. Dies würde keinen brauchbaren Soldaten aus Hans machen, so dass man Hans mitnehmen müsse, sollte er nicht bald gesund werden.
In der Schule müssen Hans und seine Klassenkameraden – in der Uniform der Hitlerjugend – karikaturenhaften Porträts von Hitler, Göring und Goebbels den Hitlergruß erbieten. Der Lehrer zeichnet in dieser "Naturkundestunde" einen Cartoon an die Tafel, bei dem ein Hase von einem Fuchs gefressen wird. Hans wird als friedfertiger Schwächling gezeigt, der Mitleid mit dem Hasen empfindet und deshalb mit Eselskappe in der Ecke stehen muss (korrekterweise trägt er eine dunce cap, die dem englischen Zuschauer geläufig ist und für mangelhaftes Lernen steht). Nachdem er seine Klassenkameraden sieht, wie sie zur Freude des Lehrers den Cartoon korrekt so interpretieren, dass "Schwäche keinen Platz in Soldaten habe" und der "Stärkere den Schwächeren beherrschen sollte", ändert Hans seine Meinung und erklärt, er hasse den Hasen und der Schwächere müsse zerstört werden.
Im Folgenden wird Hans immer weniger als individuelle Figur dargestellt, sondern immer als Teil einer im Stechschritt marschierenden Truppe, zunächst in Hitlerjugenduniform, dann in Uniformen ähnlich zu der der Sturmabteilung und zuletzt in Wehrmachtsuniform (im Film beschrieben als "marching and heiling", also marschieren und Hitlergruß erbieten). Zwischen den Marschsequenzen sind weitere "Erziehungsschritte" eingeschoben, so eine Bücherverbrennung (Einstein, Spinoza, and Voltaire), der Ersatz des christlichen Kreuzes durch ein Schwert mit Symbolen des "Dritten Reiches" und der Bibel durch Mein Kampf sowie die Zerstörung einer (wohl katholischen) Kirche, und somit der christliche Glaube der Huldigung und dem Glauben an den Führer weicht. Das Ergebnis der jahrelangen Erziehung ist, dass Hans als guter Nazi nichts sieht, nichts sagt und auch nichts tut (dargestellt durch Scheuklappen mit Hakenkreuz, eine Art Maulkorb aus Metall und eine Metallkette, die alle Soldaten miteinander verbindet), was die Partei nicht von ihm will. 
Am Ende marschieren Hans und die anderen Soldaten entlang zur Schlacht und verwandeln sich in Reihen identischer Gräber, die als Kreuze mit aufgesetztem Stahlhelm (Kriegsgrab) dargestellt werden. Somit ist die Erziehung von Hans komplett, die Erziehung zum Tod ("education for death").
Die Dialoge sind auf Deutsch und werden weder Englisch untertitelt noch direkt übersetzt. Der alleinige Sprecher Art Smith übersetzt nur grob in seiner Erzählung. Während einer Szene, in der Soldaten mit Fackeln marschieren, wird der Ausschnitt einer Rede von Adolf Hitler eingespielt („Heute gehört uns Deutschland – morgen die ganze Welt!“).

## Veröffentlichungen
- Walt Disney on the Front Lines. The War Years. Reihe „Walt Disney Treasures“. 2-DVD-Set. Buena Vista Home Entertainment 2004, US-Veröffentlichung im RC1 in der Originalfassung